# Acy-en-Multien
Acy-en-Multien est une commune française située dans le département de l'Oise en région Hauts-de-France. Ses habitants sont appelés les Acéens.

## Géographie

### Description
Acy-en-Multien est un bourg du Valois, situé dans une vallée sur le ruisseau de la Gergogne, au sud-est du département de l'Oise, et limitrophe de la Seine-et-Marne, à 52 km au nord-est de Paris, 40 km au sud-ouest de Soissons, 38 km au sud-est de Creil et à 80 km à l'ouest de Reims.
Il est aisément accessible depuis la route nationale 2.
Le territoire communal est de forme grossièrement rectangulaire, avec un terrain est inégal et tourmenté, traversé d'ouest en est par la vallée de la Gergogne, à laquelle se réunit sur la gauche un ravin descendant du bois de Montrolle. Les bords de ces vallons sont découpés en lobes arrondis, à talus escarpés. Toutes les pentes sont sablonneuses, ainsi que le fond de la vallée,

### Communes limitrophes
| Bouillancy        | Betz                          | Étavigny         |
|                   | Acy-en-Multien                |                  |
| Réez-Fosse-Martin | Vincy-Manœuvre Seine-et-Marne | Rosoy-en-Multien |

### Hydrographie
La commune est située dans le bassin Seine-Normandie. Elle est drainée par la Gergogne et le ru de la Marcla,.
La Gergogne, d'une longueur de 12 km, prend sa source dans la commune de Bouillancy et se jette  dans l'Ourcq à May-en-Multien, après avoir traversé six communes.

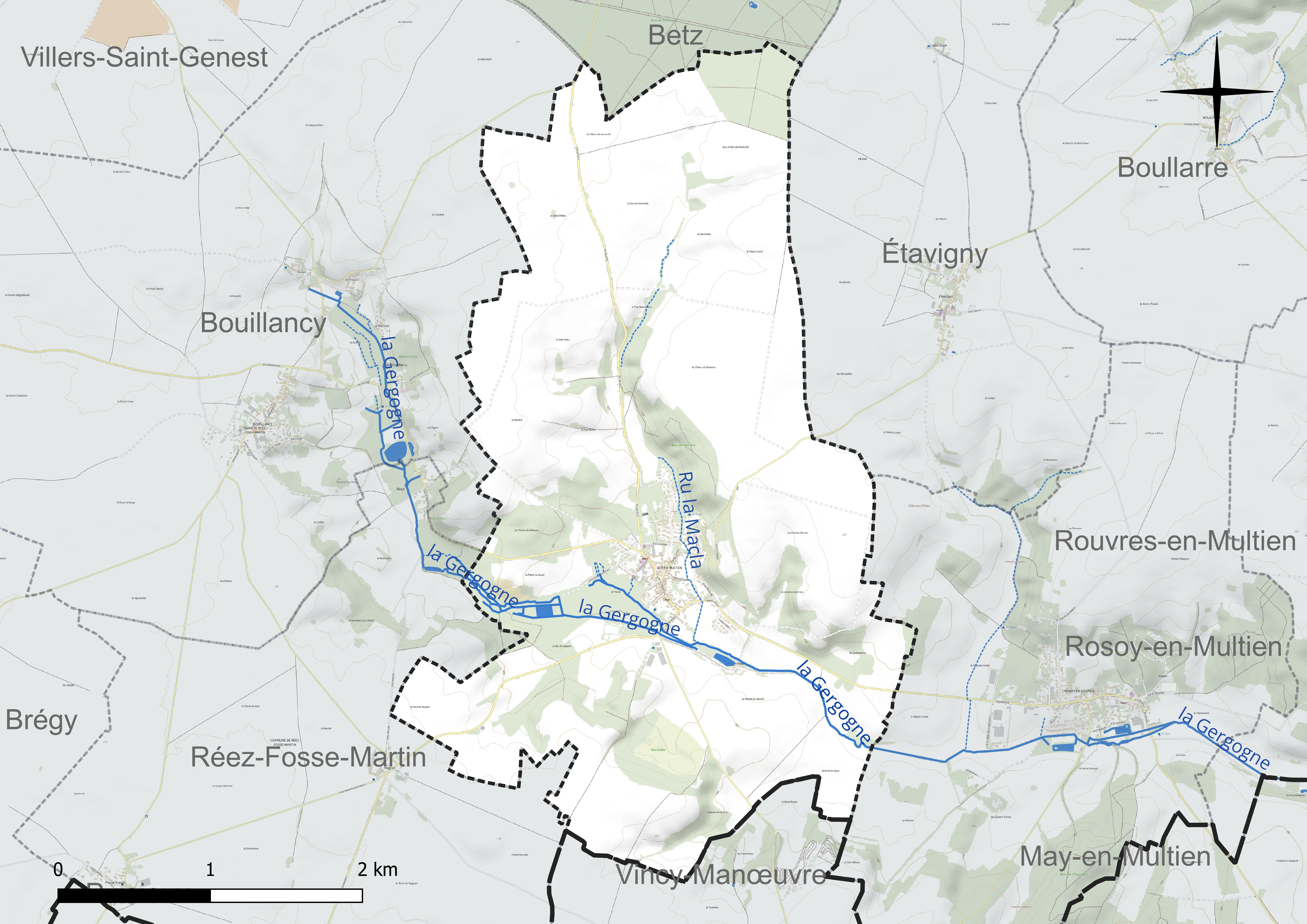
Réseau hydrographique d'Acy-en-Multien.

### Climat
Pour des articles plus généraux, voir Climat des Hauts-de-France et Climat de l'Oise.
En 2010, le climat de la commune est de type climat océanique dégradé des plaines du Centre et du Nord, selon une étude du CNRS s'appuyant sur une série de données couvrant la période 1971-2000. En 2020, Météo-France publie une typologie des climats de la France métropolitaine dans laquelle la commune est exposée à un climat océanique altéré et est dans la région climatique Nord-est du bassin Parisien, caractérisée par un ensoleillement médiocre, une pluviométrie moyenne régulièrement répartie au cours de l'année et un hiver froid (3 °C).
Pour la période 1971-2000, la température annuelle moyenne est de 10,7 °C, avec une amplitude thermique annuelle de 15,2 °C. Le cumul annuel moyen de précipitations est de 732 mm, avec 11 jours de précipitations en janvier et 8,4 jours en juillet. Pour la période 1991-2020, la température moyenne annuelle observée sur la station météorologique la plus proche, située sur la commune du Plessis-Belleville à 15 km à vol d'oiseau, est de 11,4 °C et le cumul annuel moyen de précipitations est de 661,7 mm,. Pour l'avenir, les paramètres climatiques de la commune estimés pour 2050 selon différents scénarios d'émission de gaz à effet de serre sont consultables sur un site dédié publié par Météo-France en novembre 2022.

## Urbanisme

### Typologie
Au 1er janvier 2024, Acy-en-Multien est catégorisée bourg rural, selon la nouvelle grille communale de densité à sept niveaux définie par l'Insee en 2022.
Elle est située hors unité urbaine. Par ailleurs la commune fait partie de l'aire d'attraction de Paris, dont elle est une commune de la couronne,.

### Occupation des sols
L'occupation des sols de la commune, telle qu'elle ressort de la base de données européenne d'occupation biophysique des sols Corine Land Cover (CLC), est marquée par l'importance des territoires agricoles (75,8 % en 2018), une proportion identique à celle de 1990 (75,8 %). La répartition détaillée en 2018 est la suivante : 
terres arables (75,8 %), forêts (20,4 %), zones urbanisées (3,8 %). L'évolution de l'occupation des sols de la commune et de ses infrastructures peut être observée sur les différentes représentations cartographiques du territoire : la carte de Cassini (XVIIIe siècle), la carte d'état-major (1820-1866) et les cartes ou photos aériennes de l'IGN pour la période actuelle (1950 à aujourd'hui).

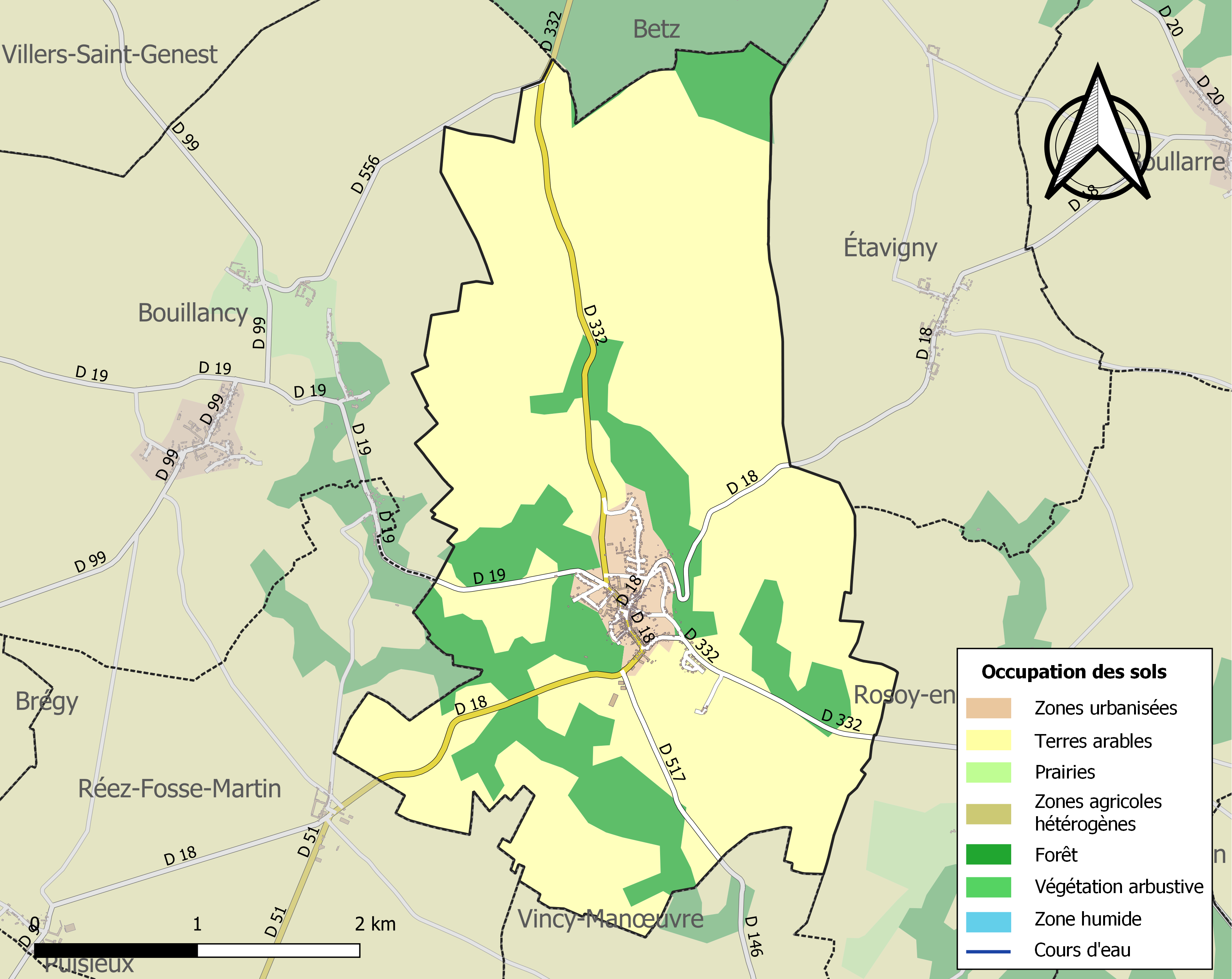
Carte des infrastructures et de l'occupation des sols de la commune en 2018 (CLC).

### Habitat et logement
En 2018, le nombre total de logements dans la commune était de 418, alors qu'il était de 366 en 2013 et de 333 en 2008.
Parmi ces logements, 78,6 % étaient des résidences principales, 1,2 % des résidences secondaires et 20,2 % des logements vacants. Ces logements étaient pour 80,1 % d'entre eux des maisons individuelles et pour 9,8 % des appartements.
Le tableau ci-dessous présente la typologie des logements à Acy-en-Multien en 2018 en comparaison avec celle de l'Oise et de la France entière. Une caractéristique marquante du parc de logements est ainsi une proportion de résidences secondaires et logements occasionnels (1,2 %) inférieure à celle du département (2,5 %) mais supérieure à celle de la France entière (9,7 %). Concernant le statut d'occupation de ces logements, 82,3 % des habitants de la commune sont propriétaires de leur logement (81,8 % en 2013), contre 61,4 % pour l'Oise et 57,5 pour la France entière.
| Typologie                                               | Acy-en-Multien | Oise | France entière |
| ------------------------------------------------------- | -------------- | ---- | -------------- |
| Résidences principales (en %)                           | 78,6           | 90,4 | 82,1           |
| Résidences secondaires et logements occasionnels (en %) | 1,2            | 2,5  | 9,7            |
| Logements vacants (en %)                                | 20,2           | 7,1  | 8,2            |

### Voies de communication et transports
La commune est desservie, en 2023, par les lignes 6432 et 6496 du réseau interurbain de l'Oise.

## Toponymie
Le nom de la localité est attesté sous les formes dAci (1106) ; de Aciaco (1163) ; apud Acyacum (1218-19) ; de Aaco (1224) ; de Acciaco (1234) ; Assy en Meucien (1254) ; Aciacum in Melciano (1270) ; Assiacum in Meldico (vers 1340) ; in villa de aceyo in monciano (1330) ; de Assiaco (1358) ; acy en meussien (1376) ; Assiacum in Meltiano (XIVe) ; Lassy en Meussien (1450) ; achy en meucien (1358) ; Aacy en Mulcien (vers 1450) ; Arsy en Mussien (XVe) ; Assy en Mulcien (1598) ; decanus de Acyaco (XVIe) ; Acy (1667) ; Assy (1702) ; Acy-en-Mulcien (XIXe) ; Acy-en-Multien (1840).
La forme Assiacum in Meldico indique que ce village se trouve in Meldic dont la racine celte est Meld- du nom des Meldes (peuple de la région de Meaux) avec le suffixe gaulois –ica latinisé en icus souvent utilisé pour qualifier un pays (ou pagus). Le pays de Meaux est donc aussi le pagus Meldicus. Dès l'époque mérovingienne (428-751), on trouve l'expression pagus Meldensis, pagus Melciacus, pagus Melcianus. Plus tard, au Moyen Âge, cette dernière expression prend la forme vulgaire Mussien (voir plus haut les anciens noms d'Acy) d'où, aujourd'hui, Multien.

## Histoire
Louis Graves indique : « Acy est considéré comme ayant été le chef-lieu  ou la capitale du pays de Multien, petite contrée naturelle qui s'étendait (...) jusqu'à la falaise au-delà de Gondreville et de Lévignen, mais.dont le territoire fut restreint plus tard à  la vallée de Grisette ».
Dès le VIe siècle, Acy était le siège d'une seigneurie considérable.
Acy comptait vers l'an 1100 une maladrerie dite de Saint-Loup et un Hôtel-Dieu.
Le nom d'Armagnacs aurait été donné pour la première fois à Acy-en-Multien aux partisans du duc d'Orléans qui étaient opposés aux Bourguignons. C'est en effet près d'Acy-en-Multien, sur le plateau d'Étavigny, que ce dernier aurait établi en 1411 son quartier général en ayant avec lui le comte d'Armagnac (Bernard VII).
Selon Louis Graves, « Le onze avril 1521, une bande composée de soldats déserteurs et de vagabonds, telle qu'il s'en formait au Moyen Âge pendant les discordes civiles, après avoir pillé le Mulcien, se réfugia dans Acy pour échapper aux compagnies bourgeoises de Meaux qui la poursuivaient. Elle se retrancha aux dépens du bourg et fit une telle défense, que les bourgeois furent contraints de se retirer après avoir perdu dix-neuf hommes, auxquels on donna sépulture sur le lieu même et dans une même fosse. Le bourg éprouva une ruine presque complète. Les anciennes fortifications étaient détruites. Thierry Dumont, seigneur du  Bas-Acy obtint en  1542 des lettres patentes de François Ier, portant permission de relever les murs, d'enclore la place et d'établir des pont-levis aux portes. Il ne reste plus trace de ces défenses dont la rue de la Tournelle marquait, dit-on, l'une des limites. La place fut prise le vingt-six mars 1591 par Saint-Paul, capitaine du duc de Mayenne, qui, en donna. le commandement au seigneur de Vincy-Manœuvre ».
En 1851, on comptait un moulin à eau ainsi que deux tuileries. La population était alors composée principalement de. cultivateurs, d'ouvriers agricoles, de marchands en détail, de quelques,tisserands et artisans.

Acy-en-Multien au tout début du XXe siècle
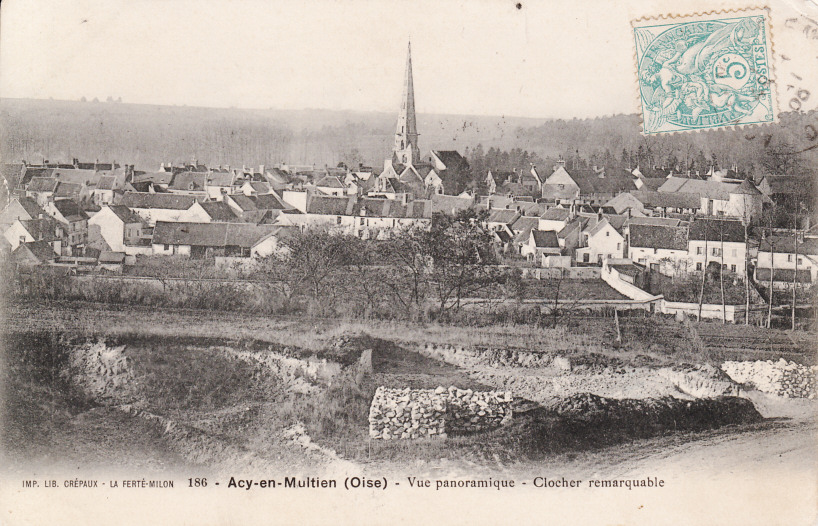
Vue panoramique
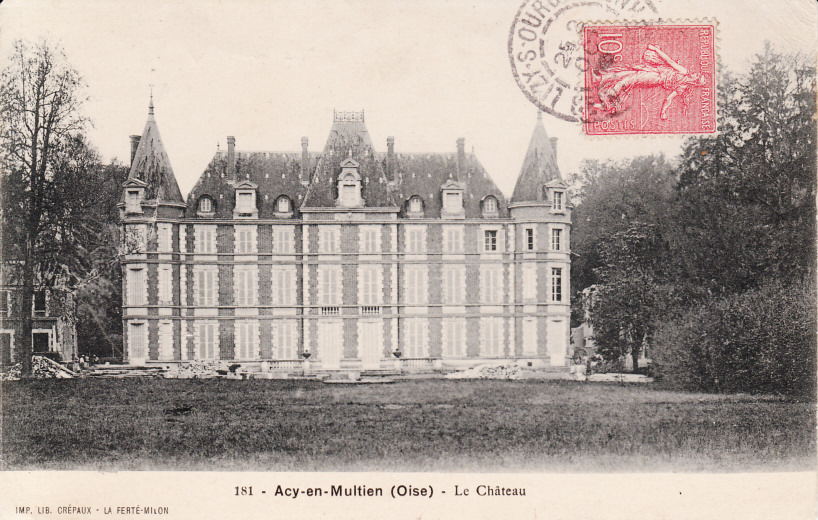
Le château
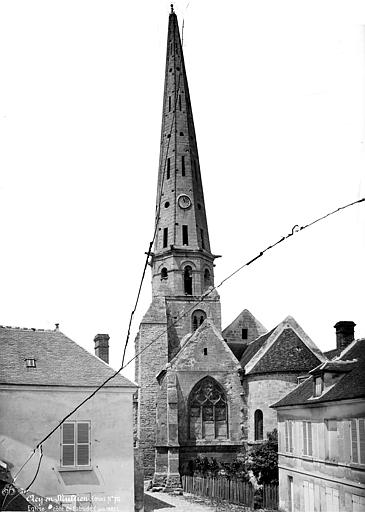
L'église

Au début de la Première Guerre mondiale, entre le 5 et le 10 septembre 1914, Acy-en-Multien a été au sein des combats de la première bataille de la Marne (bataille de l'Ourcq).
La bataille d'Acy-en-Multien a eu lieu le 7 septembre 1914 durant laquelle la 6e armée du général Maunoury, après plusieurs assaut et replis, parvient à faire reculer l'armée prussienne.

## Politique et administration

### Rattachements administratifs et électoraux

#### Rattachements administratifs
La commune se trouve dans l'arrondissement de Senlis du département de l'Oise.
Après avoir été chef-lieu de canton de 1793 à 1802, Acy-en-Multien faisait partie du canton de Betz. Dans le cadre du redécoupage cantonal de 2014 en France, cette circonscription administrative territoriale a disparu, et le canton n'est plus qu'une circonscription électorale.

#### Rattachements électoraux
Pour les élections départementales, la commune fait partie depuis 2014 du canton de Nanteuil-le-Haudouin
Pour l'élection des députés, elle fait partie de la quatrième circonscription de l'Oise.

### Intercommunalité
Acy-en-Multien est membre de la communauté de communes du Pays de Valois, un établissement public de coopération intercommunale (EPCI) à fiscalité propre créé en 1996 et auquel la commune a transféré un certain nombre de ses compétences, dans les conditions déterminées par le code général des collectivités territoriales.

### Tendances politiques et résultats
Lors du second tour de l'élection présidentielle de 2012, 240 voix ont été données à Nicolas Sarkozy (UMP, 56,34 %) et 188 pour François Hollande (PS, 43,66 %). 21,26 des électeurs se sont abstenus.
Au second tour de l'élection présidentielle de 2017, 197 électeurs ont voté pour Marine Le Pen (FN, 54,27 %) et 166 pour Emmanuel Macron (EM, 45,73 %). 30,86 % des électeurs se sont abstenus.

### Liste des maires
| Période                                  | Période                       | Identité                     | Étiquette | Qualité                                        |
| ---------------------------------------- | ----------------------------- | ---------------------------- | --------- | ---------------------------------------------- |
| Les données manquantes sont à compléter. |                               |                              |           |                                                |
| 1794                                     | 1798                          | Le Roy                       |           |                                                |
| 1798                                     | 1808                          | Mutel                        |           |                                                |
| 1808                                     | 1818                          | Legrand                      |           |                                                |
| 1841                                     | 1852                          | Adolphe Jacques Cadeau D'Acy |           |                                                |
| 1855                                     | 1860                          | Bernard Gibert               |           |                                                |
| 1860                                     | 1863                          | Alphonse Mignot              |           |                                                |
| 1865                                     | après 1884                    | Albert Jacques Cadeau d'Acy  |           | Comte d'Acy                                    |
| 1886                                     | 1894                          | Charles François Noël        |           |                                                |
| 1895                                     | 1900                          | Alphonse Morel               |           |                                                |
| 1900                                     | 1912                          | Emile René Delozanne         |           |                                                |
| 1912                                     |                               | Jacques Amédée Cadeau D'Acy  |           |                                                |
| 1928                                     |                               | Emile René Delozanne         |           |                                                |
| 1953                                     |                               | François Poirette            |           |                                                |
| Les données manquantes sont à compléter. |                               |                              |           |                                                |
| 1953                                     | 1974                          | Roger Vassar                 |           |                                                |
| 1974                                     | 2001                          | Anne Motte                   |           |                                                |
| 2001                                     | 2008                          | Michel Leroux                |           |                                                |
| 2008                                     | 2009                          | Jacques Fuzelier             |           | Retraité Démissionnaire                        |
| janvier 2009                             | 2014                          | Monique Petit                |           |                                                |
| mars 2014                                | mai 2020                      | Nicole Colin                 | DVD       | Retraitée Conseillère départementale (2015 → ) |
| mai 2020                                 | En cours (au 2 décembre 2020) | Jean Michel Ramiz            |           | Retraité                                       |

## Équipements et services publics
Les enfants de la commune sont scolarisés avec ceux de Rosoy-en-Multien au sein d'un regroupement pédagogique intercommunal (RPI)
L'école maternelle, vétuste, doit être remplacée par un nouvel équipement à l'horizon 2019

## Population et société

### Démographie

#### Évolution démographique
L'évolution du nombre d'habitants est connue à travers les recensements de la population effectués dans la commune depuis 1793. Pour les communes de moins de 10 000 habitants, une enquête de recensement portant sur toute la population est réalisée tous les cinq ans, les populations de référence des années intermédiaires étant quant à elles estimées par interpolation ou extrapolation. Pour la commune, le premier recensement exhaustif entrant dans le cadre du nouveau dispositif a été réalisé en 2007.

En 2022, la commune comptait 844 habitants, en évolution de +0,24 % par rapport à 2016 (Oise : +0,87 %, France hors Mayotte : +2,11 %).
| 1793 | 1800 | 1806 | 1821 | 1831 | 1836 | 1841 | 1846 | 1851 |
| ---- | ---- | ---- | ---- | ---- | ---- | ---- | ---- | ---- |
| 501  | 657  | 668  | 708  | 758  | 753  | 788  | 789  | 782  |

| 1856 | 1861 | 1866 | 1872 | 1876 | 1881 | 1886 | 1891 | 1896 |
| ---- | ---- | ---- | ---- | ---- | ---- | ---- | ---- | ---- |
| 757  | 780  | 742  | 708  | 752  | 732  | 747  | 727  | 745  |

| 1901 | 1906 | 1911 | 1921 | 1926 | 1931 | 1936 | 1946 | 1954 |
| ---- | ---- | ---- | ---- | ---- | ---- | ---- | ---- | ---- |
| 749  | 703  | 701  | 597  | 606  | 580  | 592  | 545  | 489  |

| 1962 | 1968 | 1975 | 1982 | 1990 | 1999 | 2006 | 2007 | 2012 |
| ---- | ---- | ---- | ---- | ---- | ---- | ---- | ---- | ---- |
| 444  | 473  | 503  | 734  | 766  | 752  | 754  | 754  | 815  |

| 2017 | 2022 | - | - | - | - | - | - | - |
| ---- | ---- | - | - | - | - | - | - | - |
| 849  | 844  | - | - | - | - | - | - | - |

#### Pyramide des âges
La population de la commune est relativement jeune.
En 2018, le taux de personnes d'un âge inférieur à 30 ans s'élève à 40,5 %, soit au-dessus de la moyenne départementale (37,3 %). À l'inverse, le taux de personnes d'âge supérieur à 60 ans est de 19,8 % la même année, alors qu'il est de 22,8 % au niveau départemental.
En 2018, la commune comptait 410 hommes pour 449 femmes, soit un taux de 52,27 % de femmes, légèrement supérieur au taux départemental (51,11 %).
Les pyramides des âges de la commune et du département s'établissent comme suit.
| Hommes | Classe d’âge | Femmes |
| ------ | ------------ | ------ |
| 0,2    | 90 ou +      | 0,7    |
| 4,4    | 75-89 ans    | 4,9    |
| 13,9   | 60-74 ans    | 15,4   |
| 15,5   | 45-59 ans    | 16,1   |
| 25,0   | 30-44 ans    | 22,8   |
| 13,8   | 15-29 ans    | 16,2   |
| 27,1   | 0-14 ans     | 23,9   |

| Hommes | Classe d’âge | Femmes |
| ------ | ------------ | ------ |
| 0,5    | 90 ou +      | 1,4    |
| 5,5    | 75-89 ans    | 7,6    |
| 15,6   | 60-74 ans    | 16,3   |
| 20,8   | 45-59 ans    | 20     |
| 19,4   | 30-44 ans    | 19,4   |
| 17,6   | 15-29 ans    | 16,2   |
| 20,6   | 0-14 ans     | 19,1   |

## Culture locale et patrimoine

### Lieux et monuments
Acy-en-Multien compte un  monument historique sur son territoire.
- Église Saint-Pierre-et-Saint-Paul (inscrite monument historique en 1926[28]) : 
Elle appartient, pour l'essentiel, à la période de transition du roman vers le gothique, et date du milieu du XIIe siècle. 
Derrière des abords décevants, se cache un édifice tout à fait remarquable et d'une rare cohérence stylistique, qui n'exclut que le croisillon nord et les deux chapelles rectangulaires qui flanquent la seconde travée du chœur. La base du clocher est la partie la plus ancienne de l'église, et possède l'une des premières voûtes d'ogives du département, et d'intéressants chapiteaux archaïques, mais l'emploi de l'arc brisé ne permet guère de la faire remonter avant 1125. Le chœur date des années 1140, et ses chapiteaux annoncent déjà le style gothique primitif, tout comme ses voûtes d'ogives, dont le bombement est caractéristique des voûtes romanes. Avec la nef de plan basilical des années 1150, qui est bien plus élevée, l'église Saint-Pierre-et-Saint-Paul offre un bel ensemble de voûtes d'ogives anciennes. La diversité de leur mise en œuvre témoigne des recherches esthétiques et techniques menées à l'époque, et qui jettent les bases de l'architecture gothique, apparue en 1145[29].

On peut également signaler : 
- Château de 1720 investi et fortifié en 1914 par les troupes allemandes lors de la Première Guerre mondiale.
- Au fond du cimetière, l'on trouve une chapelle familiale des comtes d'Acy du XIXe siècle.
- Calvaire du XVIIIe siècle.
- Pigeonnier circulaire en moellons.
- Site naturel des pierres du Château.

### Patrimoine disparu

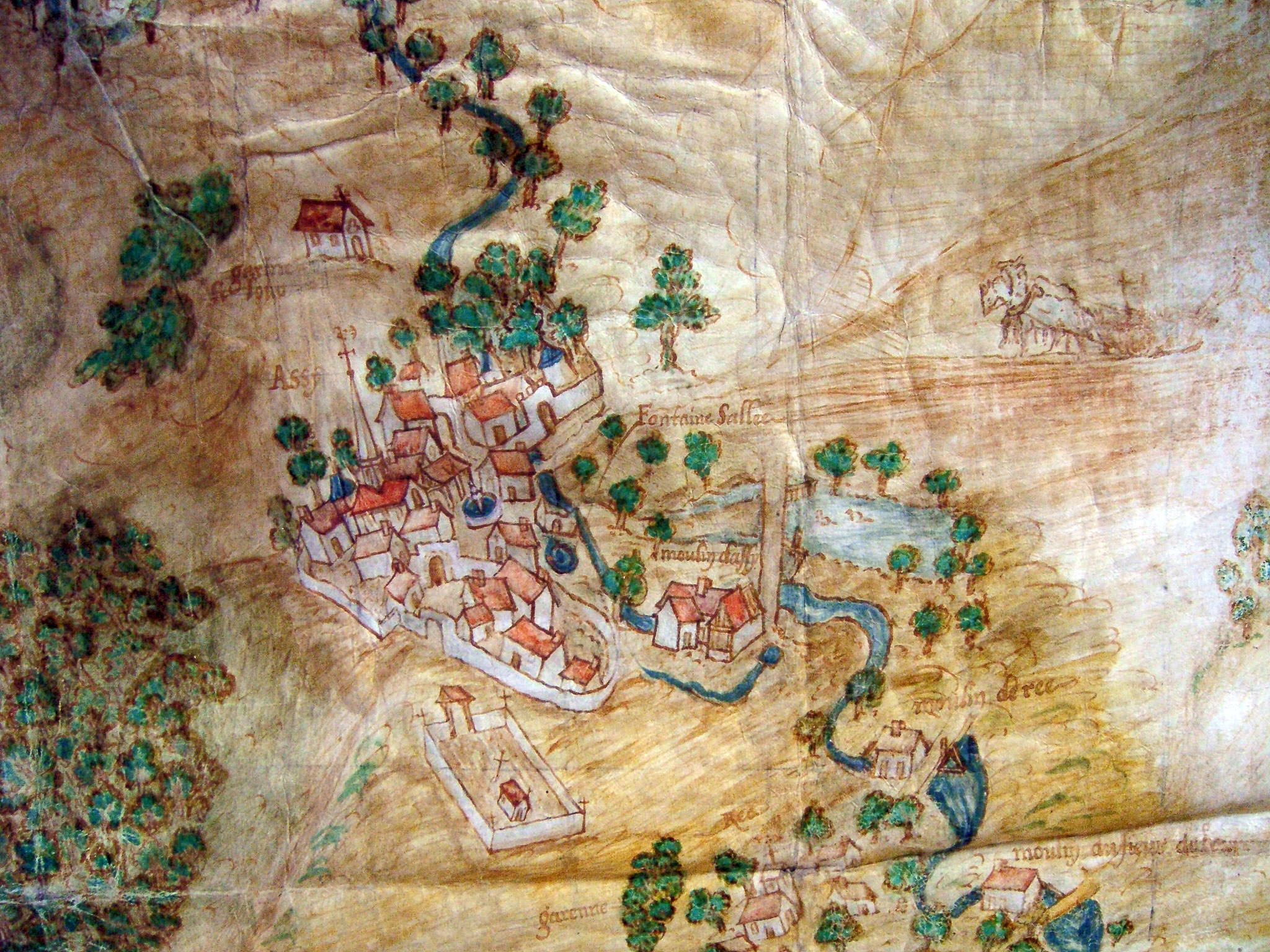
Acy-en-Multien, bourg fortifié, Extrait du plan de la gruerie de Nanteuil-le-Haudoin (1609).

Acy-en-Multien était autrefois une ville relativement importante, qui était protégée par des fortifications. On y trouvait de nombreux lieux qui illustraient son prestige, dont le manoir du Grand Hostel. Le bourg était un centre religieux, et accueillait même un pèlerinage à la chapelle Saint-Prix, au cimetière. Il y avait un ermitage, une seconde chapelle dédiée à saint Leu, une maladrerie, un hôtel-Dieu à l'endroit même où l'on trouve aujourd'hui la place de l'Hôtel-Dieu. Dès le milieu du XIXe siècle, Acy accueillait une caserne de gendarmerie. La ville comptait une chaudronnerie, deux tuileries et plusieurs moulins sur la Gergogne. Il y avait un marché hebdomadaire sous une halle disparue aujourd'hui, et une foire deux fois par an.

### Personnalités liées à la commune
- Polinus d'Acy est le plus ancien seigneur connu de la localité. Il donne en 1196 aux religieuses de .Fontaine, ordre de Fontevrault, trente sols à prélever chaque année sur, les cens de son domaine[1].
- Guillaume d'Acy et Mahaut sa femme contribuent en 1200 à la fondation de l'abbaye de Cerfroid, chef d'ordre des Trinitaires[1].
- Elisabeth , première abbesse vers 1207 du monastère du Parc-aux-Dames près de Crépy-en-Valois, était fille de Simon « maire » d'Acy, et sœur de Jean d'Acy, doyen de Meaux, qui meurt en 1270, chancelier du royaume de Sicile[1].
- Thibaut II, roi de Navarre, comte-palatin de Champagne et de Brie, possède en 1269 le domaine d'Acy dont il fait présent, avec le titre de baronnie, à un seigneur de sa suite nommé Jean, qui prend le nom de Jean d'Acy[1].
- Henri IV passe la nuit du 5 novembre 1594 à Acy-en-Multien[1].
- Rob d'Ac (1891-1963), dessinateur, affichiste et illustrateur, est né à Acy-en-Multien.
- L'actrice Claude Gensac est née à Acy-en-Multien le 1er mars 1927.
- L'écrivain Roger Vailland est né à Acy-en-Multien en 1907. Il n'y demeura en fait que peu de temps, son père était géomètre et la famille déménageait selon les besoins de son travail. Son père acquit ensuite un cabinet de géomètre et au cours de l'année 1910, la famille s'installa 18 rue Flatters à Paris.
- Le sculpteur Daniel Pontoreau vit et travaille une partie de l'année à Acy-en-Multien.

### Acy dans les arts et la littérature
- Pierre L'Ermite, Visions aiguës de la guerre :: journal de guerre d'un prêtre qui séjourne deux nuits dans le village durant les combats de la Bataille de l'Ourcq
- Pierre Miquel, Les Enfants de la patrie : La fin de la première partie se termine sur la mort de Léon Aumoine lors de la bataille de l'Ourcq au matin du repli des Prussiens.